# Полковник-Таслаково
Полковник-Таслаково (болг. Полковник Таслаково) — село в Болгарии. Находится в Силистренской области, входит в общину Дулово. Население составляет 432 человека.

## Политическая ситуация
В местном кметстве Полковник-Таслаково, в состав которого входит Полковник-Таслаково, должность кмета (старосты) исполняет Ейсел Билял Али (независимый) по результатам выборов правления кметства.
Кмет (мэр) общины Дулово — Митхат Мехмед Табаков (Движение за права и свободы (ДПС)) по результатам выборов в правление общины.